# Сироїжка коричневолілова
Сироїжка коричневолілова (Russula brunneoviolacea Crawshay) — їстівний гриб з родини сироїжкових — Russulaceae.
Шапка 3-8 см у діаметрі, опукло-, згодом плоскорозпростерта, з гладеньким, тупим краєм, пурпурова- або темнофіолетова, в центрі світліша — жовтувато-коричнево чи темніша — до чорної, матова, клейка. Шкірка знімається до половини. Пластинки білі, згодом кремові. Спорова маса жовтувата, спори 8-10 Х 7-9 мкм. Ніжка 3-6(7) Х 1-2 см, біла, щільна, від дотику коричневіє, з часом біля основи жовтів. М'якуш білий, під шкіркою жовтий, солодкий (іноді гоструватий), із слабким запахом.
В Україні поширений на Поліссі та в Лісостепу. Росте в листяних або мішаних лісах (під дубом, березою); у серпні — жовтні. Їстівний гриб. Використовують свіжим.